# Rheita (cratère)
Pour les articles homonymes, voir Rheita.
Rheita est un cratère lunaire situé sur la face visible de la Lune. Il est situé à l'Est des cratères Metius et Brenner. Le cratère a donné son nom à la vallée Rheita (Vallis Rheita), longue de 445 km située juste à son flanc occidental.
Localisation : −37,1, 47,2

## Cratères satellites
Le cratère Rheita possède plusieurs cratères satellites.
| Rheita | Latitude | Longitude | Diamètre   |
| ------ | -------- | --------- | ---------- |
| A      | 38.0° S  | 50.0° E   | 11 km      |
| B      | 39.1° S  | 52.8° E   | 21 km      |
| C      | 35.1° S  | 44.2° E   | 8 km       |
| D      | 39.1° S  | 50.1° E   | 6 km       |
| E      | 34.2° S  | 49.1° E   | 66 x 32 km |
| F      | 35.4° S  | 48.4° E   | 14 km      |
| G      | 40.5° S  | 54.3° E   | 15 km      |
| H      | 39.8° S  | 51.7° E   | 7 km       |
| L      | 37.7° S  | 52.9° E   | 10 km      |
| M      | 35.5° S  | 50.1° E   | 25 km      |
| N      | 35.1° S  | 49.5° E   | 8 km       |
| P      | 37.9° S  | 44.4° E   | 11 km      |